# Szilveszter Csollány
Szilveszter Csollány (Sopron, 13 aprile 1970 – Budapest, 24 gennaio 2022) è stato un ginnasta ungherese.
È morto il 24 gennaio 2022 all'età di 51 anni per complicazioni da COVID-19. Aveva contratto la malattia virale due mesi prima.

## Palmarès

### Olimpiadi
- 2 medaglie:
  - 1 oro (Sydney 2000 negli anelli)
  - 1 argento (Atlanta 1996 negli anelli)

### Mondiali
- 6 medaglie:
  - 1 oro (Debrecen 2002 negli anelli)
  - 5 argenti (Parigi 1992 negli anelli; San Juan 1996 negli anelli; Losanna 1997 negli anelli; Tianjin 1999 negli anelli; Gent 2001 negli anelli)